# Jurij Steć
Jurij Jarosławowycz Steć, ukr. Юрій Ярославович Стець (ur. 29 grudnia 1975 w Czortkowie) – ukraiński polityk i dziennikarz, deputowany do Rady Najwyższej Ukrainy, w latach 2013–2014 przewodniczący Partii Solidarność, od 2014 do 2019 minister.

## Życiorys
Ukończył uczelnię muzyczną w Czerniowcach, a następnie Narodowy Techniczny Uniwersytet Politechnika Charkowska. Od 1997 zawodowo związany z przedsiębiorstwem mediowym NBM kontrolowanym przez Petra Poroszenkę. Był m.in. redaktorem programów muzycznych, wicedyrektorem, a następnie głównym producentem w telewizji 5 kanał. Został też prezesem fundacji Moja Ukrajina.
W 2007 po raz pierwszy uzyskał mandat poselski z listy Naszej Ukrainy – Ludowej Samoobrony jako przedstawiciel ugrupowania Jurija Łucenki. W 2012 z powodzeniem ubiegał się o reelekcję z listy łączącej środowiska opozycyjne wobec Wiktora Janukowycza Batkiwszczyny. W czerwcu 2013 Jurij Steć został przewodniczącym nieaktywnej od kilku lat Partii Solidarność założonej przez Petra Poroszenkę. W sierpniu 2014 zastąpił go na tej funkcji Jurij Łucenko, a ugrupowanie przekształciło się w Blok Petra Poroszenki. W październiku tego samego roku z listy BPP został wybrany do parlamentu VIII kadencji. W grudniu 2014 wszedł w skład drugiego gabinetu Arsenija Jaceniuka jako minister polityki informacyjnej. Utrzymał to stanowisko również w powołanym w kwietniu 2016 rządzie Wołodymyra Hrojsmana. Zakończył urzędowanie w sierpniu 2019.

## Życie prywatne
Jurij Steć jest żonaty z dziennikarką Janą Konotop. Mają dwójkę dzieci: syna i córkę, której chrzestnymi zostali Jurij Łucenko i Maryna Poroszenko (żona Petra Poroszenki).